# David Witbooi
David Witbooi, eigentlich ǀHubuob ǃNansemabKlicklaut (* 29. Juli 1871 in Gibeon; † 9. Juli 1955 ebenda, Südwestafrika), war von 1928 bis zu seinem Tod 1955 der Kaptein des Nama-Clans der Witbooi.
Er folgte als Kaptein auf seinen Bruder Isaak Witbooi. Beide waren Söhne von Hendrik Witbooi, der maßgeblich den Aufstand der Herero und Nama gegen die Schutztruppe für Deutsch-Südwestafrika führte.  Witbooi überreichte, unter anderem gemeinsam mit Hosea Kutako, Petitionen gegenüber den Vereinten Nationen um die Anbindung an das Vereinigte Königreich zu erreichen.